# De tu ventana a la mía
De tu ventana a la mía és una pel·lícula dramàtica espanyola estrenada en 2011 i dirigida per Paula Ortiz Álvarez.
Va obtenir tres nominacions als XXVI Premis Goya en les categories de millor direcció novell (Paula Ortiz Álvarez), millor actriu de repartiment (Maribel Verdú) i millor cançó original per "Debajo del limón".
Va participar en la 56a Setmana Internacional de Cinema de Valladolid i va obtenir el premi «Pilar Miró» al millor nou director.

## Sinopsi
Inés (Maribel Verdú), Violeta (Leticia Dolera) i Luisa (Luisa Gavasa) són tres dones de diferents edats i èpoques, que han fracassat en l'amor i han d'afrontar la vida en un ambient tancat i hostil. Són dones que no van poder triar el seu camí i van haver de viure una vida somiada, imaginada, recordada, cosint al costat de la seva finestra.

## Repartiment
- Maribel Verdú és Inés.
- Leticia Dolera és Violeta.
- Luisa Gavasa és Luisa.
- Roberto Álamo és Paco.
- Fran Perea és Pedro.
- Carlos Álvarez-Nóvoa és Oncle.
- Pablo Rivero és Manuel.
- Cristina Rota és Isabel.
- Luis Bermejo és Valentín.
- Álex Angulo és Mèdic.
- Ramón Barea és Marín.
- Julián Villagrán és Jesuso.
- María José Moreno és Tia Carmen.
- Miguel Alcíbar és Guardià.

## Palmarès cinematogràfic
XXVI Premis Goya
| Categoria                    | Persona                                  | Resultat  |
| ---------------------------- | ---------------------------------------- | --------- |
| Millor director novell       | Paula Ortiz Álvarez                      | Nominat   |
| Millor actriu de repartiment | Maribel Verdú                            | Nominada  |
| Millor cançó original        | Bajo el limón Avshalom Caspi Paula Ortiz | Nominades |

Premis Sant Jordi
| Categoria               | Persona        | Resultat   |
| ----------------------- | -------------- | ---------- |
| Millor actriu espanyola | Leticia Dolera | Guanyadora |

XXI Premis de la Unión de Actores
| Categoria                          | Persona       | Resultat |
| ---------------------------------- | ------------- | -------- |
| Millor actriu secundària de cinema | Maribel Verdú | Nominada |

I Premis Simón
| Categoria            | Persona              | Resultat   |
| -------------------- | -------------------- | ---------- |
| Millor llargmetratge | Millor llargmetratge | Guanyadora |
| Millor interpretació | Luisa Gavasa         | Guanyadora |

Setmana Internacional de Cinema de Valladolid
| Categoria                                 | Persona             | Resultat   |
| ----------------------------------------- | ------------------- | ---------- |
| Premi «Pilar Miró» al Millor nou director | Paula Ortiz Álvarez | Guanyadora |

Festival Internacional de Cinema de Xanghai
| Categoria                 | Persona                   | Resultat   |
| ------------------------- | ------------------------- | ---------- |
| Esment Especial del Jurat | Esment Especial del Jurat | Guanyadora |
| Millor banda sonora       | Avshalom Caspi            | Guanyadora |

Festival de Cinema d'Espanya de Tolosa de Llenguadoc
| Categoria         | Persona             | Resultat  |
| ----------------- | ------------------- | --------- |
| Millor fotografia | Miguel Ángel Amoedo | Guanyador |